# З Новим роком, тату!
«З Новим роком, тату!» — кінофільм режисера Ольги Перуновської, що вийшов на екрани в 2005 році.

## Зміст
Під Новий рік актор Дмитро з компанією своїх друзів халтурить в ролі Діда Мороза - веселить дітей, дарує їм подарунки і непогано на цьому заробляє. Але все перевертається з ніг на голову, коли на черговому спектаклі до нього звертається восьмирічний хлопчик Льоша з проханням подарувати йому на Новий рік... тата. Пошуки Лешіного тата ніяк не збігаються з щільним акторським графіком, але, схоже, події розвиваються не з волі героїв, а з якихось своїх, метушливим і веселим законам Великого Свята. Льоша намагається знайти тата, його самого шукає мама, Діма марно намагається звільнитися від них обох... Неймовірний збіг обставин, дивні зустрічі і романтичні збіги приведуть до того, що в Новорічну ніч фальшивому Дідові Морозу все-таки доведеться виконувати справжні бажання...

## Ролі
| Актор             | Роль                      |
| ----------------- | ------------------------- |
| Ольга Понизова    | Катя                      |
| Дмитро Орлов      | Дмитро                    |
| Павло Меленчук    | Альоша Степанов, син Каті |
| Ігор Арташонов    | Слава                     |
| Тетяна Ісаєва     | Маша                      |
| Сергій Юшкевич    | Олег                      |
| Анна Антоненко    | Ольга Вікторівна          |
| Марія Романова    | Снігуронька-конкурент     |
| Мікаел Джанібекян | Дід Мороз-конкурент       |
| Віктор Сердюк     | Щука                      |
| Данило Назаров    | товстий хлопчик           |

## Знімальна група
- Режисер-постановник — Ольга Перуновська
- Сценаристи — Вадим Голованов, Юрій Патренін, Ольга Перуновська
- Продюсер — Михайло Москальов
- Оператор — Дмитро Мішин,
- Композитор — Сергій Снісаренко